# Lakner Bácsi Gyermekszínháza
Lakner Bácsi Gyermekszínháza gyerekszereplőkkel működő budapesti színház.

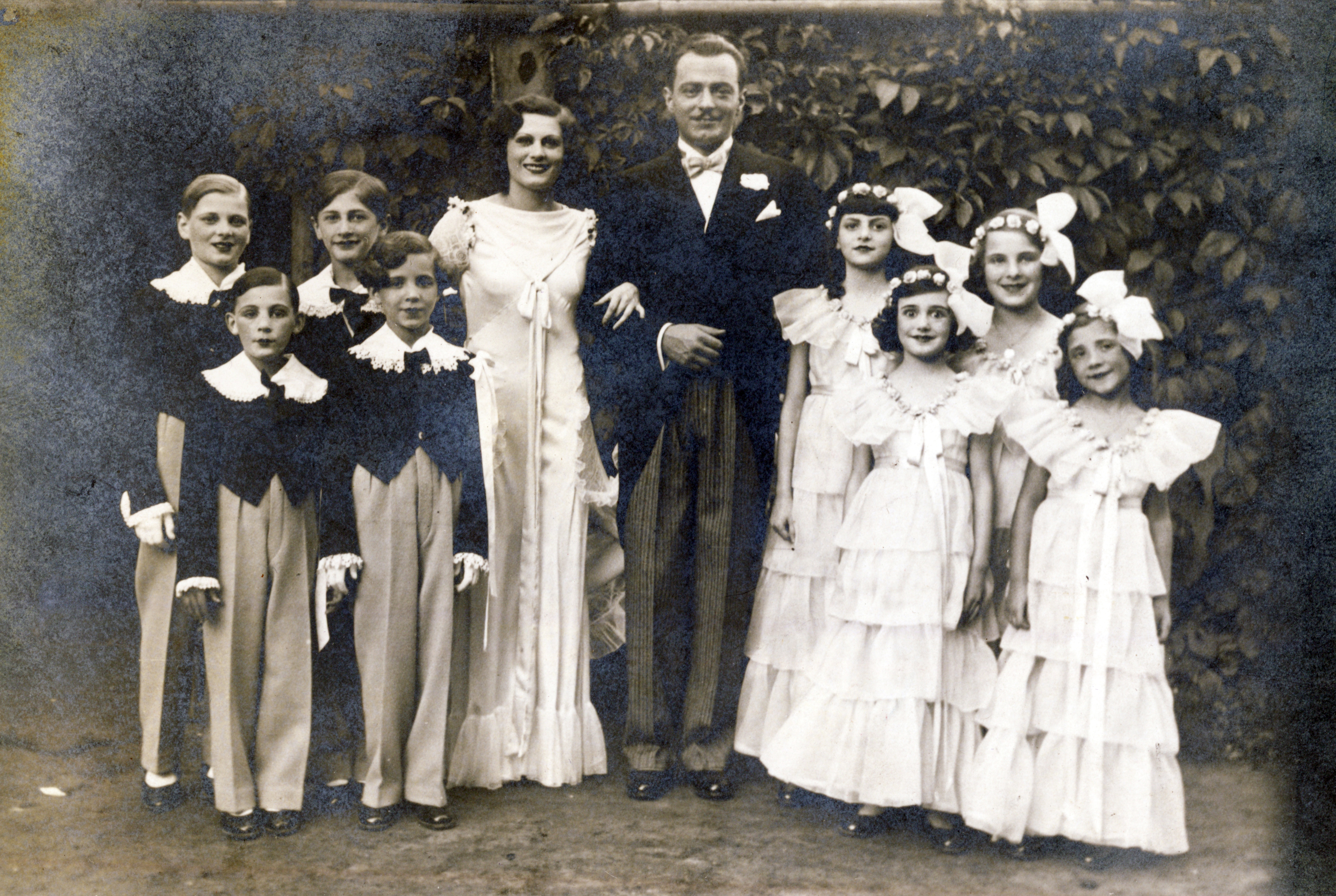
Lakner Bácsi Gyermekszínháza Jávor Pállal

## A régi gyermekszínház
A Gyermekszínház története az 1920-as évekre nyúlik vissza. Lakner Artúr, a mozigépészből lett író, műfordító, mozi- és színidirektor ekkor ébredt rá, hogy a gyermekek személyiségfejlődésére milyen rossz hatással vannak azok a filmek és színházi előadások, melyeket nekik szánnak a felnőttek. Ne a harc, a kegyetlenség, az erőszak legyen a modell számukra, nem ijesztő rémtörténetekre, hanem saját életükből vett epizódok, események bemutatására van szükségük, a szeretet, a barátság és az önzetlenség fogalmainak jegyében.
Lakner bácsi ilyen meséket írt és adott elő ifjú társulatával a vasárnaponként hozzá látogató gyerekeknek. Eleinte kis konferanszokat rögtönzött az általa vezetett Capitol mozi színpadán, maga mellé véve akkor hároméves kislányát, Noémit. Ő lett Lakner bácsi Kisinasa. A párbeszédekből előbb jelenetek, később színdarabok lettek.
Lakner Artúr megírta, bemutatta és filmre vitte minden idők egyik legsikeresebb magyar ifjúsági regényét, az Édes mostohát. Az ő kezei alól indult többek között Ruttkai Éva, Iván és Ottó, Kishegyi Árpád, Lakatos Gabriella, Örkényi Éva, Ferrari Violetta, Zsolnai Hédi, Harkányi Endre, Galambos Erzsi és még nagyon sokan mások. Soha nem akart színészeket nevelni, csak boldog, mosolygó szemű gyermekeket látni maga körül.
Társulatának állandó otthona sosem lehetett, de büszkén fogadta be a Vígszínház, a Vidám Színpad, a Fővárosi Operettszínház és a Goldmark Színház.
Gyermekszínházát 1944-ben elsodorta a háború, őt magát pedig egy Auschwitzba tartó halálvonat vitte el. Utoljára a kecskeméti gyűjtőpályaudvaron látták: gyerekeknek játszott a sínek mellett, mielőtt elhurcolták.

## Újrakezdés
A világháború után nagyobbik leánya, Lívia összegyűjtötte az egykori gyermekszínészeket, és újakat toborozva melléjük újra játszani kezdett. Bemutatta többek közt A Pál utcai fiúk színpadi változatát és továbbvitte az Édes mostohát. Ebből a csapatból került ki a Valahol Európában című legendás Radványi Géza-film gyermekszereplőinek legjava, köztük Rónai András, Kalmár Tibor és Harkányi Endre.
1948-ban kultúrpolitikai okokból megvonták a játékengedélyt Lakner Líviától, aki egészen az 1980-as évekig titokban próbálta életben tartani a Gyermekszínházat. Otthonában tanított be kisebb jeleneteket, dalokat, és különböző műsorokban léptette fel tanítványait.
1984-ben, Lakner Artúr születésének kilencvenedik évfordulóján megjelent ismét az Édes mostoha. A könyvet napok alatt elkapkodták, a filmet újra levetítették, és a művet bemutatta – Kalmár Tibor rendezésében – a Gutenberg Művelődési Otthon Napsugár Gyermekszínpada. 1990-ben megalakult a Lakner Gyermekszínész-képző Tanoda, Lakner Lívia vezetésével. Ábel Anita, Somlai Edina, Garaguly István, Molnár Tamás, Csondor Kata, Dögei Éva, Vass Gábor ma is büszkén tartják magukat Lakner bácsi kései tanítványainak.

## A Gyermekszínház ma
Lakner Lívia 1996-ban bekövetkezett halálával minden megváltozott. A Művelődési Ház vezetője eltért azoktól az erkölcsi és művészeti alapoktól, melyeket a lakneri hagyományok megköveteltek, ezért Aczél András, Lakner Lívia szellemi örököse – maga is Lakner-leszármazott – néhány munkatársával együtt kivált a Napsugár Gyermekszínpadból. Vezetésével 1998 decemberétől újra – eredeti – Lakner Bácsi Gyermekszínház nevén kezdte működését a gyerekszínház és tanoda.
Az egykori Kisinas, Lakner Noémi 2000 telén alapítványt tett. Az így létrejött Lakner Bácsi Alapítvány egyik első intézkedéseként újraalapította a színházat. Célját eképpen határozta meg: „a tanulóifjúság nevelése a művészetek és az esztétikai értékek iránti nyitottságra- képességfejlesztés, oktatás, ismeretterjesztés- a nemzeti kulturális értékek megismertetése- Lakner Artúr szellemi hagyatékának gondozása- a hazai gyermekszínész-képzés fejlesztése- működteti Lakner Bácsi Gyermekszínházát”.
A Gyermekszínház tanoda formájában működik, tagjai rendszeresen lépnek fel különböző jótékonysági rendezvényeken, állami műsorokban, színházi gálákon, egyebek közt a Budapesti Operettszínház és az Új Színház színpadán. Többen szerepet kaptak az Operettszínház Mária főhadnagy, Csárdáskirálynő, Elisabeth, Mozart!, illetve Szépség és a Szörnyeteg-előadásaiban, de játszanak „Lakner-gyerekek” a Nemzeti Színházban, a Radnóti Színházban és a Budapesti Kamaraszínházban is. A társulat 2004 nyarán a Petőfi Musical Stúdióval közösen mutatta be a Városmajori Szabadtéri Színpadon Dés László–Nemes István–Böhm György–Korcsmáros György–Horváth Péter Valahol Európában című musicaljét, melyet 2005 júliusában és augusztusában újabb telt házas előadások követtek. 2005. július 9–10-én újra önálló produkcióval jelentkezett a Gyermekszínház, Fehér Klára Mi, szemüvegesek című ifjúsági regényéből készült suli-musicalt vitte színre. 2008. április 17-én a Gyermekszínház Csukás István Ágacska című darabját mutatta be. 2009. november 7–8-án sor került a Pataky Művelődési Házban a (Lakner Artúr: Babalakodalom című műve alapján készült) Babakalamajka című produkció premierjére.
Aczél András így fogalmazott: „Lakner Bácsi Gyermekszínháza mégsem színészeket képez, hanem – személyiségfejlesztő programja keretében – a kultúrára, a nemzeti értékekre nyitott, művelt, fogékony felnőtteket kíván nevelni.”